# James Aloysius Hickey

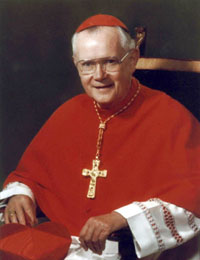
James Aloysius Kardinal Hickey

Kardinalswappen

James Aloysius Kardinal Hickey (* 11. Oktober 1920 in Midland, Michigan, USA; † 24. Oktober 2004 in Washington, D.C.) war römisch-katholischer Erzbischof von Washington.

## Leben
James Aloysius Hickey studierte in Detroit und Washington die Fächer Philosophie und Katholische Theologie und empfing im Juni 1946 das Sakrament der Priesterweihe. Anschließend wirkte er für die Dauer eines Jahres als Seelsorger für die Spanisch sprechenden Immigranten, ehe er zu einem Promotionsstudium nach Rom entsandt wurde, wo er einen Doktortitel im Fach Kanonisches Recht und einen in Katholischer Theologie erwarb. Nach seiner Rückkehr in die Vereinigten Staaten arbeitete er von 1957 bis 1966 als Sekretär des Bischofs von Saginaw. Er nahm als Experte am Zweiten Vatikanischen Konzil teil. Papst Paul VI. verlieh ihm am 31. Oktober 1963 den Titel eines Päpstlichen Hausprälaten.
Am 14. April 1967 empfing er nach seiner Ernennung zum Titularbischof von Taraqua und Weihbischof in Saginaw die Bischofsweihe durch John Francis Kardinal Dearden. Mitkonsekratoren waren der Bischof von Saginaw, Stephen Stanislaus Woznicki, und Weihbischof Stephen Aloysius Leven aus San Antonio. In den folgenden zwei Jahren war er Weihbischof in Saginaw, von 1969 bis 1974 leitete er als Rektor das Päpstliche Kolleg für die nordamerikanischen Studenten in Rom. Von 1974 bis 1980 lenkte James Aloysius Hickey als Bischof die Geschicke des Bistums Cleveland. Am 17. Juni 1980 ernannte ihn Papst Johannes Paul II. zum Erzbischof von Washington.
Neben den Verpflichtungen in seinen Bistümern nahm er verschiedene Aufgaben bei der Bischofskonferenz der Vereinigten Staaten wahr. Dem Kardinalskollegium gehörte er seit dem 28. Juni 1988 als Kardinalpriester mit der Titelkirche Santa Maria Madre del Redentore a Tor Bella Monaca an. Von der Leitung des Erzbistums Washington wurde er aus Altersgründen im Jahre 2000 entpflichtet. An Pneumonie leidend, verstarb er vier Jahre später in einem Krankenhaus in Washington D. C. Kardinal Hickey wurde in der St. Matthew’s Cathedral beigesetzt.

## Ehrungen und Auszeichnungen
- Großkreuz-Ritter des Ritterorden vom Heiligen Grab zu Jerusalem
- Großes Goldenes Ehrenzeichen am Bande für Verdienste um die Republik Österreich (1993)[2]